# Natriumbismutaat
Natriumbismutaat is een anorganische verbinding en sterke oxidator met de formule {\displaystyle {\ce {NaBiO3}}}. De stof is licht hygroscopisch, maar niet oplosbaar in koud water. In de synthetische chemie is dit een prettige eigenschap: na reactie is het eenvoudig uit het reactiemengsel te verwijderen. Het is een van de weinige onoplosbare natriumzouten. Commerciële monsters kunnen een mengsel zijn van bismut(V)oxide, natriumcarbonaat en natriumperoxide.
Een verwante verbinding met een formule die het best beschreven wordt met de formule {\displaystyle {\ce {Na3BiO4}}} is ook bekend.

## Structuur
| Ampul met NaBrO3 |

Natriumbismutaat heeft een met Ilmeniet vergelijkbare structuur: een dichtste bolpakking van zuurstof-atomen met bismuth(V) en natrium afwisselend in de ocatëdische holtes. De gemiddelde afstand Bi-O is 211,6 pm.

## Synthese
Bismut is slechts met moeite, en met behulp van base, tot {\displaystyle {\ce {Bi^{5+}}}} te oxideren. Een typische synthese bestaat uit het maken van een suspensie van bismut(III)oxide in een kokende oplossing van natriumhydroxide. Aan deze oplossing wordt broom toegevoegd, waarbij het natriumbismutaat ontstaat.
{\displaystyle {\ce {BiO3 \ + \ 6 NaOH \ + \ 2 Br2 \ -> \ 2 NaBiO3 \ + \ 4 NaBr \ + \ 3 H2O}}}
Een alternatieve route gaat uit van een mengsel van natriumoxide en bismut(III)oxide met lucht (als bron van zuurstof):
{\displaystyle {\ce {Na2O\ +\ Bi2O3\ +\ O2\ ->\ 2NaBiO3}}}
De procedure verloopt analoog aan de synthese van natriummanganaat uit bruinsteen in alkalkisch milieu.

## Reacties
De reacties van natriumbismutaat zijn eigenlijk de reacties van het bismutaat-ion. Voor veel van de reacties geldt: natrium staat erbij en kijkt ernaar.

### Water
De opslag van natriumbismutaat luistert nauw. Zowel vocht als verhoogde temperaturen moeten vermeden worden. Water wordt door de stof geoxideerd, waarbij natriumhydroxide en bismut(III)oxide ontstaan:
{\displaystyle {\ce {2NaBiO3\ +\ H2O\ ->\ 2NaOH\ +\ Bi2O3\ +\ O2}}}
In zuur milieu verloopt de ontleding nog sneller; met zoutzuur wordt zelfs chloorgas gevormd.

### Mangaan
Als sterke oxidator kan {\displaystyle {\ce {NaBiO3}}} gebruikt worden in de kwalitatieve en kwantitatieve bepaling van mangaan door vrijwel elke mangaanverbinding om te zetten in permanganaat, dat vervolgens makkelijk via spectroscopie bepaald kan worden. Om dit te realiseren wordt een klein beetje van het monster reageren met {\displaystyle {\ce {NaBiO3}}} in een hete oplossing van zwavelzuur of salpeterzuur. De ontstane violette kleur is een kwalitatieve aanwijzing voor mangaan, de absorptie bij 510 nm biedt de mogelijkheid tot kwantitatieve bepaling van mangaan. Voor een mangaan(II)-verbinding is de reactie:
{\displaystyle {\ce {2Mn^{2+}\ +\ 5NaBiO3\ +\ 14H^{+}\ ->[{\ce {Heet\ HNO3\ of\ H2qSO4}}]\ 2MnO4^{-}\ 5Bi^{3+}\ 5Na^{+}\ +\ 7H2O}}}

### Glycolen, ketolen en α-hydroxyzuren
Natriumbismutaat kan de 1,2-splitsing van glycolen (hydroxylgroepen op twee naast elkaar gelegen koolstof-atomen), ketolen (een hydroxygroep direct naast een keton) en α-hydroxozuren of esters (een hydroxygroep op het koolstofatoom naast de carbonzuurgroep) zonder verdere oxidatie van het gevormde aldehyde. Veel andere oxidatoren reageren makkelijker met het gevormde aldehyde dan met de nog niet gereageerde alkanol:
{\displaystyle {\ce {R^{1}R^{2}C(OH)-C(OH)R^{3}R^{4}\ ->[{\ce {NaBiO3}}]\ R^{1}R^{2}C=O\ +\ O=CR^{3}R^{4}}}}
{\displaystyle {\ce {R^{1}R^{2}C(OH)-C(O)R^{3}\ ->[{\ce {NaBiO3}}]\ R^{1}R^{2}C=O\ +\ R^{3}COOH}}}
{\displaystyle {\ce {R^{1}R^{2}C(OH)-COOH\ ->[{\ce {NaBiO3}}]\ R^{1}R^{2}C=O\ +\ CO2}}}
{\displaystyle {\ce {R^{1},\ R^{2},\ R^{3},\ R^{4}\ =\ alkyl,\ H}}}
Deze splitsingen kunnen uitgevoerd worden in of fosforzuur bij kamertemperatuur in aanwezigheid van azijnzuur of fosforzuur. Alcoholen als methanol en ethanol kunnen als oplosmiddel gebruikt worden, aangezien ze slechts langzaam door natriumbismutaat geoxideerd worden. Met lood(IV)acetaat kunnen dezelfde reacties gerealiseerd worden, maar voor de omzetting met natriumbismutaat zijn de watervrije omstandigheden die met het lood-reagens verplicht zijn, niet nodig.
Op laboratoriumschaal kan {\displaystyle {\ce {NaBiO3}}} ingezet worden voor de zuivering van plutonium dat als bijproduct ontstaan is in kernreactors die uranium als brandstof gebruiken.

## Veiligheid
{\displaystyle {\ce {NaBiO3}}} is een mild mechanisch irritant. Bij inslikken lijken de symptomen op de van loodvergiftiging: pijn in het onderlichaam en spugen. Grotere hoeveelheden veroorzaken diarree en leiden tot de dood. Voortgaande absorptie van {\displaystyle {\ce {NaBiO3}}} in het lichaam geeft aanleiding tot permanente nierschade. De absoluut dodelijke orale doses van {\displaystyle {\ce {NaBiO3}}} is 720 mg/kg voor ratten en 510 mg/kg voor konijnen.